# Saša Popova (izvođačica)
Saša Popova - ruska izvođačica, pjevačica, solistica pop grupe Fabrika, fotomodel, finalist emisije Želim U VIAgru. 

## Životopis
Saša je rođena 28. lipnja 1991. u malom gradu Krasnij Luč (danas Hrustaljnij) u Luhanskoj oblasti. Od ranog djetinjstva su bile primjećene njezine glazbene sposobnosti: njen debi na pozornici dogodio se kad je imala samo tri godine. Na gradskom koncertu održanom 1. travnja, Saša je pjevala pjesmu od Aljone Apine „Узелок завяжется” pred 700 gledatelja, demonstrirajući svoj talent i snagu glasa. Još u predškolskoj dobi Saša se počela baviti solo-pjevanjem i glumom, glumila je u predstavama za djecu, bila voditeljica na dječjim natjecanjima. Zahvaljujući ranom prepoznavanju u javnosti, Saša je izabrana za mrazicu glavnom božićnom drvcu grada. Nakon toga su uslijedile pobjede na gradskim, regionalnim i sveukrajinskim natjecanjima dječjih pjesama. Saša je također uspješno nastupala i pobjeđivala na brojnim međunarodnim glazbenim festivalima u Danskoj, Njemačkoj, Češkoj, Litvi i drugim zemljama.

## Obrazovanje
Završila je školu sa zlatnom medaljom, a potom je upisala Donjecko nacionalno medicinsko sveučilište (DonNMU), gdje je studirala za stomatologa. Dobila je stipendiju gradonačelnika grada i diplomirala s odlikovanjem na sveučilištu. 

## Karijera
Dok je još studirala na DonNMU-u. Gorki, Saša je postala solistica džez orkestra „Medikus Bend“, što joj je omogućilo da ne napušta glazbu. Uz to, Saša je stalno sudjelovala u kreativnim natjecanjima na nacionalnoj i regionalnoj razini. Godine 2012. pobijedila je u televizijskom projektu "Čisti hit".  Nakon što je diplomirala na sveučilištu i sudjelovala u pomenutom projektu, Saša se odlučila isprobati na natjecanju Konstantina Meladzea „Želim U VIA-Gru“. Djevojka je postala finalistica projekta, ali nije ušla među prve tri da bi postala solisticom grupe. Njena mentorica na projektu bila je Ana Sjedokova, koja je kasnije pozvala Sašu da sudjeluje u grupi TABOO.  Saša je bila solistica ove grupe sve dok grupa nije prestala postojati 2014. godine. 

#### Fabrika
Početkom 2014. godine objavljeno je da je Igor Matvijenko pozvao Sašu u grupu Fabrika u obnovljenom sastavu umjesto Katja Li. Saša je napustila grupu 2021. godine okrenuvši se solističkoj karijeri.

#### Solo karijera
Saša je 2019. započela solo karijeru koju planira razvijati paralelno sa svojim sudjelovanjem u grupi Fabrika.  U petak 13. rujna 2019. objavljena je njezina prva samostalna pjesma "Suši".  Singl su kritičari pozitivno primili, a video na njezinom oficijelnom Jutjub kanalu je u prvom vikendu prikupio više od stotinu tisuća pregleda. U petak 8. studenog 2019. objavljena je Sašina druga solo pjesma "Mi smo jaki". U radu na obje pjesme, Saša se oprobala i kao producentica, osim što je bila izvođač.

## Diskografija

#### Solo karijera
Prve Sašine solo pjesme kritičari su pozitivno primili i pjesme su se odmah pojavile u zbirkama Apple Music i Yandex.Glazba
| Godina | Datum  | Pjesma                 | Izvođači            | Autori stihova i glazbe                                                    | Album               |
| ------ | ------ | ---------------------- | ------------------- | -------------------------------------------------------------------------- | ------------------- |
| 2019.  | 13.09. | Суши                   | Saša Popova         | tekst: Ira Ejforija glazba: Vagn Petrosjan                                 | singl               |
| 2019.  | 08.11. | Мы же сильные          | Saša Popova         | tekst: Fjodorov M.A. glazba: Bagirov G.A.                                  | singl               |
| 2020.  | 04.06. | Разбирай               | Saša Popova         | tekst i glazba: Koljcova Ana Vsevolodovna                                  | singl               |
| 2020.  | 25.06. | Да Да Да               | Saša Popova & Rodos | tekst i glazba: Rodion Parfjonov - Rodos                                   | singl               |
| 2020.  | 05.08. | Папа                   | Saša Popova         | tekst i glazba: Aleksandr Titov - Saša Santa                               | singl               |
| 2020.  | 23.09. | Не твоя малая          | Saša Popova         | tekst i glazba: Damir Muhtarov                                             | singl               |
| 2020.  | 18.11. | Адреналин              | Saša Popova         | tekst i glazba: Marija Valjerjevna Malinovskaja                            | singl               |
| 2021.  | 13.04. | Ранил, но не убил      | Saša Popova         | tekst: Damir Muhtarov glazba: Aleksandar Škuratov                          | singl               |
| 2021.  | 14.07. | ЛП                     | Saša Popova         | tekst: Damir Muhtarov glazba: Aleksandar Škuratov                          | singl               |
| 2021.  | 10.08. | Как море               | Saša Popova         | tekst i glazba: Denis Kovaljskij                                           | singl               |
| 2021.  | 15.12. | Увези                  | Saša Popova         | tekst:Saša Popova, Damir Muhtarov glazba: Saša Popova, Aleksandar Škuratov | singl               |
| 2022.  | 12.04. | Как герои Марвел       | Saša Popova         | tekst i glazba: Mihail Vladimirović Balašov                                | singl               |
| 2022.  | 22.07. | Без уведомлений        | Saša Popova         | tekst:Saša Popova, Sergej Bulin glazba: Sergej Bulin, Aleksandar Turok     | singl               |
| 2023.  | 20.10. | Никто не скажет мне    | Saša Popova         | tekst i glazba: Aleksandar Ševčenko                                        | Любовь всегда права |
| 2024.  | 18.10. | Мой недописанный роман | Saša Popova         | tekst i glazba: Mihail Gucerijev                                           | singl               |

#### U sastavu grupe "Fabrika"
| Godina | Naziv                  | Autori                                                                                   |
| ------ | ---------------------- | ---------------------------------------------------------------------------------------- |
| 2015.  | Секрет                 | glazba I. Matvijenko - tekst A. Šaganov                                                  |
| 2015.  | Полюбила               | glazba A. Kazakova, J. Rjabčuk - tekst A. Kazakova, J. Rjabčuk                           |
| 2016.  | А я за тобой           | glazba I. Stepanova - tekst I. Stepanova                                                 |
| 2017.  | Бабочки                | glazba A. Šapovalov, V. Kovtun, J. Levčenko - tekst A. Šapovalov, V. Kovtun, J. Levčenko |
| 2018.  | Вова Вова              | glazba I. Matvijenko - tekst I. Matvijenko                                               |
| 2018.  | Могла как могла        | glazba R. Kijamov - tekst F. M. Gucjerijev                                               |
| 2019.  | По мосту               | glazba. I. Matvijenko - tekst A. Šaganov                                                 |
| 2020.  | Мама молодая           | glazba I. Matvijenko - tekst I. Matvijenko                                               |
| 2020.  | Позвони, будь посмелей | glazba V. Kohana - tekst M. Gucjerijev                                                   |
| 2020.  | Кабы я была            | glazba I. Matvijenko - tekst I. Matvijenko                                               |

## Spotovi
Solistička karijera
| Godina | Spot                   | Redatelj                      |
| ------ | ---------------------- | ----------------------------- |
| 2019.  | Суши                   | Aleksandra Babjak             |
| 2020.  | Мы же сильные          | Anton Stavickij               |
| 2020.  | Да Да Да               | Kristina Gavrilova            |
| 2021.  | ЛП                     | Fomin Eljvin Vladislavović    |
| 2022.  | Без уведомлений        | Danil Horošilov, Sergej Bulin |
| 2025.  | Мой недописанный роман | Alina Veripja                 |

- „Мы же сильные“ spot objavljen 2. travnja 2020. godine je u prvih nekoliko dana zabilježio preko milijun pregleda.[15]

U sastavu grupe "Fabrika"
| godina | spot                           | sastav grupe                                          | redatelj                   |
| ------ | ------------------------------ | ----------------------------------------------------- | -------------------------- |
| 2015.  | Секрет                         | Irina Toneva, Aleksandra Saveljeva, Aleksandra Popova | Marat Adjelšin             |
| 2016.  | А я за тобой                   | Irina Toneva, Aleksandra Saveljeva, Aleksandra Popova | Dmitrij Zagladko           |
| 2017.  | Полюбила                       | Irina Toneva, Aleksandra Saveljeva, Aleksandra Popova | Safonov, Kirill Leonović   |
| 2017.  | Бабочки                        | Irina Toneva, Aleksandra Saveljeva, Aleksandra Popova | Marat Adjelšin             |
| 2018.  | Вова Вова                      | Irina Toneva, Aleksandra Saveljeva, Aleksandra Popova | Mark Gorobec               |
| 2018.  | Могла как могла                | Irina Toneva, Aleksandra Saveljeva, Aleksandra Popova | Sergej Grej                |
| 2019.  | По мосту (ft. Любэ)            | Irina Toneva, Aleksandra Saveljeva, Aleksandra Popova | Asadulin, Oleg Ravilijević |
| 2019.  | Кабы не было зимы              | Irina Toneva, Aleksandra Popova, Marija Gončaruk      | Stanislav Romanovskij      |
| 2020.  | Мама молодая                   | Irina Toneva, Aleksandra Popova, Marija Gončaruk      | Valentin Grosu             |
| 2020.  | Позвони, будь посмелей         | Irina Toneva, Aleksandra Popova, Marija Gončaruk      | Valentin Grosu             |
| 2020.  | Кабы я была (ft. Goša Kucenko) | Irina Toneva, Aleksandra Popova, Marija Gončaruk      | Mihail Poljakov            |

## Privatni život
Sašina majka je umrla 2003. godine. Saša ima još stariju sestru i oca koji joj daju punu potporu u svemu. 
Bila je članica međunarodne volonterske udruge YMCA. Tamo je postala i članom ukrajinskog Tensing tima - glazbenog pokreta unutar YMCA-e, čiji članovi plešu, stvarajući male scene na raznim aktualnim temama, dajući im posebno značenje. 
2005. godine stekla je titulu "Izviđača Ukrajine" u izviđačkom kampu "Morske hridi" na Krimu. 
Vodi aktivan stil života. Obožava modu. Ne voli kavu. 

## Postignuća i nagrade

#### U sastavu grupe "Fabrika"
Aleksandra je dva puta postala laureat državne nagrade Zlatni gramofon za pjesmu "Не родись красивой" 2014. i za pjesmu "Лёлик" 2015. godine. 